# Rieussec
Rieussec (okzitanisch: Riu-sec) ist eine französische Gemeinde mit 82 Einwohnern (Stand: 1. Januar 2022) im Département Hérault in der Region Okzitanien. Rieussec gehört zum Arrondissement Béziers und zum Kanton Saint-Pons-de-Thomières. Die Einwohner werden Rieussecois genannt.

## Geographie
Rieussec liegt in den südlichsten Ausläufern des Zentralmassivs, zwischen dem Jaurtal und der zum Mittelmeer abfallenden Tiefebene, nördlich von Narbonne, im Tal des Flusses Vernazobre. Hier entspringt auch das Flüsschen Briant, das zur Cesse entwässert. Das Gemeindegebiet gehört zum Regionalen Naturpark Haut-Languedoc. Umgeben wird Rieussec von den Nachbargemeinden Saint-Pons-de-Thomières im Norden, Saint-Jean-de-Minervois im Osten, Vélieux im Süden und Südosten, Boisset im Westen und Südwesten sowie Verreries-de-Moussans im Nordwesten.

## Demographie
| 1962                      | 1968 | 1975 | 1982 | 1990 | 1999 | 2006 | 2013 |
| ------------------------- | ---- | ---- | ---- | ---- | ---- | ---- | ---- |
| 79                        | 70   | 62   | 71   | 54   | 76   | 93   | 84   |
| Quelle: Cassini und INSEE |      |      |      |      |      |      |      |